# Tetralonia macroceps
Tetralonia macroceps är en biart som beskrevs av Engel och Baker 2006. Tetralonia macroceps ingår i släktet Tetralonia och familjen långtungebin. Inga underarter finns listade i Catalogue of Life.